# Корзун, Ефим Карпович
Ефи́м Ка́рпович Ко́рзун (1845 (по другим данным 1836), с. Розумница, Таращанский уезд, Киевская губерния, Российская империя — 1941, Ленинград, СССР) — российский и советский музыкант; мастер по настройке и реставрации роялей; главный настройщик Ленинградской консерватории.

## Биография
Обладал уникальным музыкальным слухом.
17 декабря 1928 года решением Президиума ВЦИКа присвоено звание Герой Труда.
21 февраля 1938 года награждён орденом Трудового Красного Знамени в связи с 75-летним юбилеем Ленинградской консерватории и за выдающиеся заслуги в области подготовки музыкальных кадров.
Участвовал в качестве настройщика в концертных поездках А. Рубинштейна, Ф. Листа, С. Рахманинова, В. Сафонова.